# Playa de Poniente (strand i Spanien, Andalusien, Provincia de Cádiz)
Playa de Poniente är en strand i Spanien.   Den ligger i provinsen Provincia de Cádiz och regionen Andalusien, i den södra delen av landet, 500 km söder om huvudstaden Madrid.